# Искусственная фигура (геральдика)
Искусственные фигуры — негеральдические фигуры, все предметы, что созданы человеком.

## История
Искусственные фигуры помещались в гербах большей частью в память какого либо события тесно связанного с изображением предмета на геральдическом щите. В связи с бесконечным множеством искусственных предметов употребляющихся в геральдике, в том виде в котором они употребляются на самом деле, принимая только геральдические цвета, дать такой перечень невозможно, но существуют наиболее часто употребляемые искусственные фигуры.

## Атрибутика искусственных фигур
Военная — воинская служба и заслуги составляли один из главнейших путей к достижению дворянского достоинства, то естественно, что воинские предметы и военная арматура должны были получить огромное применение в гербах, поэтому, предметы военного быта составляют главнейшую группу искусственных фигур: меч, шпага, щит, шлем, панцирь, копьё (наконечник), палица, булава, топор (консульский топор), секира, лук и колчан, арбалет, праща, пистолет, ружьё, штык, пушка, стремя, шпора, подкова, шатёр и палатка, осадный крюк и т.д.
Духовная — духовный быт внёс массу гербовых изображений: церковь, крест, колокол, чётки, посох (епископский посох), орарь, тиара, митра, шляпа кардинала, подсвечник, хоругвь, потир, кадило и.т.д.
Домашняя — домашний быт внёс в геральдику предметы: ветряная мельница, кувшин, пряжка, книга, колесо (пыточное колесо), полотенце, грабли, одежда, ключ, предметы и урожай сельского хозяйства, домашняя утварь и.т.д.
Строительная — наука имеют массу предметов и особенно отражено строительное искусство: замок (с зубцами и находящихся на них знамёнами), крепость (с закрытыми и открытыми воротами и окнами), крепостная стена, крепостная башня, подъёмный мост, инструменты, мосты (виадук и акведук), колонна  и.т.д.
Морская — история мореплавания представило массу разных предметов: лодка (иногда с гребцами), ладья (если нос и корма ладьи украшена фигурой или его отдельных частей животного, то такая ладья называлась древней), корабль (с распущенными и убранными парусами), канат, якорь, цепь, секстан, морской хронометр, канал, понтон и.т.д.
Дворянская — довольно часто в гербах встречаются: различного ранга дворянские короны, регалии, скипетр, держава, дворянский костюм или его отдельные части (особенно в европейской геральдике), драгоценности и.т.д.
Монограммная — иногда в гербах изображаются буквы — начальные от фамилии и имени или другие, включая целые фразы, надпись, название городов, где произошли события, послужившие пожалованию герба (гербовый девиз сюда не относится) и.т.д.
Атрибутика искусства — в основном имеет причину пожалования дворянством и служит символом пения или музыки: арфа, лира, ноты и.т.д.
Охотничья — охота имело большой значение в дворянском сословии и послужило внесением в гербы: охотничий рог, охотничий (королевский) лес, охотничий нож и.т.д.
Восточная  — в гербах выходцев с Востока встречаются: родовая тамга, тюрбан, веер (опахало) и.т.д.